# Kusha las payas
Kusha las payas è un singolo del gruppo musicale pop spagnolo Las Ketchup, secondo estratto dall'album di debutto del gruppo Hijas del Tomate.
Il singolo è stato pubblicato nel 2002 dall'etichetta discografica Columbia ed è entrato in classifica in diversi stati europei.
La canzone è stata scritta dalle tre componenti del gruppo insieme a Manuel Ruiz, che ne ha curato anche la produzione.

## Tracce
CD-Maxi (Columbia 673 394 5) (Sony EAN 5099767339459)
1. Kusha las payas (Album Version) - 2:47
2. Kusha las payas (La Rocka Radio Mix) - 2:52
3. Kusha las payas (Unplugged Ethno Radio Mix) - 2:52
4. Kusha las payas (Drumapella Radio Edit) - 2:52

## Classifiche
| Classifica (2002-03) | Posizione massima |
| -------------------- | ----------------- |
| Austria              | 36                |
| Belgio (Fiandre)     | 57                |
| Belgio (Vallonia)    | 55                |
| Francia              | 38                |
| Italia               | 17                |
| Romania              | 1                 |
| Russia               | 86                |
| Spagna               | 12                |
| Svizzera             | 29                |